# ديف (لوست)
"ديف" هي الحلقة الثالثة والأربعون من مسلسل لوست، والحلقة الثامنة عشرة من الموسم الثاني. أخرجها جاك بندر، وكتبها إدوارد كيتسيس وآدم هورويتز. عُرضت لأول مرة في 5 أبريل 2006 على قناة ABC. في الفلاشباك، يظهر هيوغو "هيرلي" رييس داخل مصح عقلي، حيث يتعامل مع صديق خيالي يُدعى ديف. كما تتضمن الحلقة لمحة سريعة عن ماضي ليبي، حيث يتضح أنها كانت نزيلة في نفس المصح مع هيرلي. أما على الجزيرة، فيبدأ هيرلي برؤية ديف، بينما يواجه الناجون الآخرون "هنري غيل" (مايكل إيمرسون) بعد أن كُشف زيف قصته التي ادّعى فيها أنه تحطم على الجزيرة بمنطاد.
تتناول الحلقة نظرية شائعة بين المعجبين كانت تفترض أن أحداث المسلسل مجرد هلوسات أو أحلام. تم تصميم شخصية ديف بحيث تمثل جانبًا من هيرلي يرفض مواجهة مشاكله، كما أنه يعد انعكاسًا رمزيًا لوالد هيرلي الذي اختفى من حياته. صُورت مشاهد ديف بطريقة تجعل كشف حقيقته كونه مجرد وهم بمثابة منعطف درامي في الحبكة.

## الحبكة

### الفلاشباك
هيرلي (خورخي غارسيا) يعيش في مصح عقلي حيث يكون صديقًا لديف (إيفان هاندلر)، الذي يحثه على تجاهل الأطباء، وتجنب تناول أدويته، ومحاولة الهروب. في أحد الأيام، يلتقط طبيب هيرلي، الدكتور بروكس (بروس دافيسون)، صورة لهما معًا، ثم يريه إياها، ليكتشف هيرلي أن ديف ليس موجودًا في الصورة، مما يثبت أنه مجرد وهم. في تلك الليلة، يوقظ ديف هيرلي ليهربا معًا، مدعيًا أن الصورة تم التلاعب بها. يقفز ديف عبر النافذة، لكن هيرلي يواجهه ويخبره أنه غير حقيقي، ثم يغلق النافذة عليه ويعود إلى النوم.
في فلاشباك لاحق، يتضح أنه خلال لحظة التقاط الصورة، كانت هناك مريضة أخرى تحدق في هيرلي من الجهة المقابلة للغرفة—إنها ليبي (سينثيا واتروس)، ما يفسر سبب شعوره الغامض بأنه يعرفها عندما التقى بها على الجزيرة.

### على الجزيرة
يعترف هيرلي لليبي بأنه يعاني من اضطراب في الأكل، ويكشف لها عن مخبأه السري من الطعام الذي يحمل شعار دارما. يخبرها بأنه يريد التخلص منه، فتشجعه على ذلك. وبالفعل، يقوم هيرلي بتدمير مخزونه بالكامل، لكن في اللحظة ذاتها، يشاهد الناجون طردًا ضخمًا من الطعام يسقط من السماء بمظلة. يصاب هيرلي بالذعر عندما يدرك أنه قد يضطر لإدارة الإمدادات مجددًا، لكنه يرى فجأة ديف في الغابة، فيبدأ بملاحقته.
بعد أن يفقد أثر ديف مرتين، يذهب هيرلي إلى سوير (جوش هولواي) طالبًا أدوية لعلاج الهلوسات التي يعتقد أنه يعاني منها. لكن سوير يسخر منه، فيرد هيرلي بضربه بعنف وتحطيم خيمته. بعد ذلك، يقرر هيرلي مغادرة الشاطئ والتوجه إلى الكهوف. في طريقه، يظهر له ديف مجددًا، ويخبره أن كل ما حدث منذ الليلة التي حاول فيها الهرب من المصح مجرد خيال—أي أنه دخل في حالة ذهول عقلي، وكل ما عاشه لاحقًا هو مجرد أوهام. كإثبات، يشير ديف إلى أن الأرقام الغامضة التي سمعها من مريض آخر في المصح، ليونارد (رون بوتتيتا)، هي نفسها الأرقام التي ربح بها الجائزة الكبرى في اليانصيب، وهي نفسها الأرقام المستخدمة في جهاز الكمبيوتر داخل المحطة. ثم يأخذ ديف هيرلي إلى حافة جرف، ويحثه على القفز لإنهاء هذا "الحلم" والعودة إلى الواقع، قبل أن يقفز بنفسه. قبل أن يقرر هيرلي ما إذا كان سيتبعه، تصل ليبي وتوقفه. يخبرها هيرلي بأنه يعتقد أن كل شيء مجرد حلم، حتى هي نفسها، وإنه الآن في غيبوبة، لكن ليبي تقنعه بالعكس، جزئيًا من خلال تقبيله.
في الفتحة، يواصل سعيد (نافين أندروز) وآنا لوسيا (ميشيل رودريغيز) استجواب "هنري غيل" (مايكل إيمرسون). وبعد أن يتم كشف كذبته الأخيرة، يعترف أخيرًا بأنه من "الآخرين"، لكنه يرفض الكشف عن أي معلومات، قائلًا إنه سيُقتل إن تحدث. في وقت لاحق، يواجه لوك (تيري أوكوين) السجين، متسائلًا عمّا إذا كان تعمد الوقوع في الأسر ليصل إلى محطة سوان. لكن "هنري" يسخر من الأمر، قائلًا إن المحطة مجرد "مزحة"، ويكشف أنه لم يُدخل الأرقام في الكمبيوتر أثناء الإغلاق، ولم يضغط الزر، بل اكتفى بالمراقبة بينما العدّاد تحول إلى رموز هيروغليفية حمراء، ثم عاد إلى 108 ثانية تلقائيًا. يرفض لوك تصديق روايته، لكن هنري يرد ببرود: "انتهيتُ من الكذب."

## الإنتاج

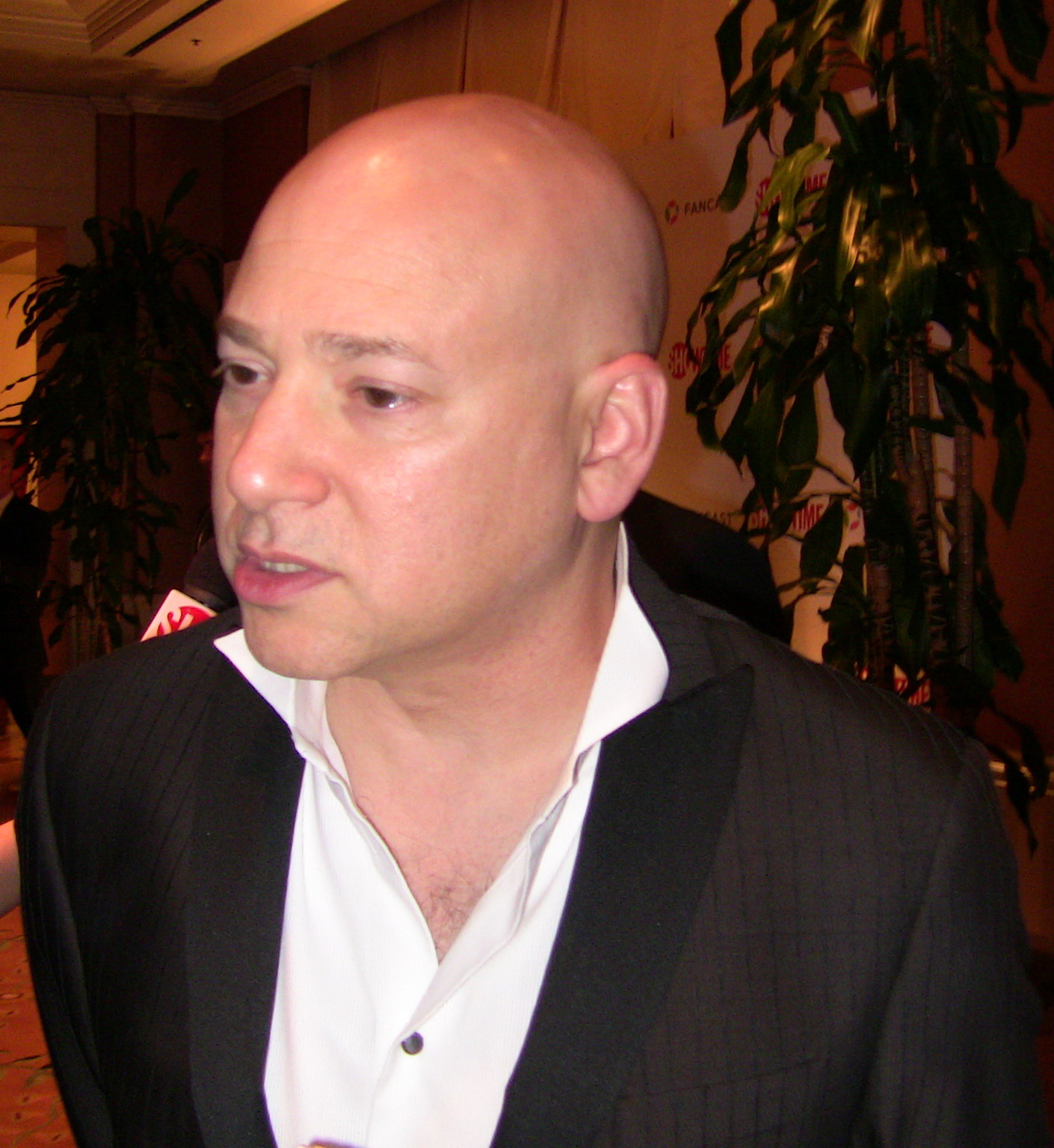
لعب إيفان هاندلر دور ديف في هذه الحلقة.

عربت شبكة ABC عن قلقها بشأن محتوى الحلقة، حيث اعتقدت أن فكرة أن كل الأحداث قد تكون في خيال هيرلي قد تقدم تفسيرًا شاملًا للمسلسل، وهو ما يتماشى مع إحدى النظريات الشائعة بين الجماهير التي كانت ترى أن الأحداث كلها مجرد هلوسات. تم تصميم شخصية ديف لتكون الجانب من هيرلي الذي يرفض الاعتراف بمشكلته ويشجعه على الإفراط في الأكل، وقد تم تجسيده بواسطة إيفان هاندلر بأسلوب وصفه المخرج جاك بيندر بأنه "ماكر، شقي". وكشف المنتج التنفيذي كارلتون كيس أن اسم ديف مستوحى من اسم والد هيرلي، ديفيد رييس، الذي سيظهر لاحقًا في المسلسل بشخصية يؤديها تشيش مارين، لأن الكتّاب أرادوا أن يكون الصديق المتخيل لهيرلي مرتبطًا بعلاقته غير المحلولة مع والده. كان المشهد الأخير مع ليبي بالغ السرية لدرجة أن فقط جاك بيندر ومساعده كانا يملكان السيناريو الذي يتضمنه. ولمنع ليبي من أن تكون المرأة الوحيدة في المصح العقلي، تم إلباس كل النساء المتواجدات في موقع التصوير، بمن فيهن ابنة بيندر، صوفي، أثوابًا ورداءات نوم ليظهرن كمريضات في الخلفية.
قرر المخرج بيندر تقديم ديف بطريقة تجعل المشاهدين يصدقون في البداية أنه حقيقي، لكنه في الواقع لم يتفاعل مع البيئة المادية، مستلهمًا ذلك من أفلام مثل الحاسة السادسة وعقل جميل. في المشهد الذي يسير فيه ديف وهيرلي في الغابة، تم وضع أزهار حمراء وبرتقالية لإضفاء إحساس "سحري"، وصفه بيندر بأنه "هيرلي في أرض العجائب". أما المشهد الذي يهاجم فيه هيرلي سوير، فقد تم تصميمه ليكون لحظة كوميدية، حيث اقترح بيندر أن تُقلب خيمة سوير، وأضاف جوش هولواي لمسة كوميدية بمحاولة سوير الهروب لكنه يُسحب مجددًا.
واجه تصوير مشهد ديف وهو يشرح لهيرلي لماذا كل شيء مجرد وهم مقاطعات متكررة بسبب تمارين عسكرية في قاعدة بيرل هاربر-هيكام المشتركة، حيث تسببت أصوات الطائرات في إفساد العديد من اللقطات. كما عانت الإنتاجية من مشاكل الطقس، حيث تسببت الأمواج العالية في اضطرارهم إلى إعادة تسجيل صوت مشهد هيرلي وليبي على الشاطئ في مرحلة ما بعد الإنتاج. وأدى هطول الأمطار إلى تغيير موقع مشهد كرة السلة من ملعب خارجي إلى قاعة داخلية، كما تسبب في تصوير مشهد الجرف على مدار يومين بدلًا من يوم واحد. تم إعادة تصميم الجرف رقميًا في مرحلة ما بعد الإنتاج ليبدو كما لو أن الممثلين يقفون بالفعل على الحافة. أما قفزة ديف، فقد تم تنفيذها باستخدام دوبلير يقفز أمام شاشة زرقاء، بينما تم إنشاء الجسم الذي يسقط في الماء ورذاذ المياه الناتج عن الاصطدام باستخدام المؤثرات البصرية. تم تصوير مشاهد المصح العقلي في مبنى Laniakea YWCA في هونولولو، باستثناء مكتب الدكتور بروكس، الذي تم بناؤه داخل استوديو مغلق.

## الإستقبال
بلغ عدد المشاهدين الأمريكيين الذين تابعوا هذه الحلقة 16.38 مليون مشاهد. وقد كانت المراجعات متباينة. أشاد سكوت براون من إنترتينمنت ويكلي بأداء خورخي غارسيا ومايكل إيمرسون، واعتبر أن الحلقة "جعلت الجزيرة تبدو خطرة من جديد". أما ريان جاي بودكي من TV Squad، فقد رأى أن القصة الجانبية في الفتحة كانت أكثر إثارة للاهتمام من مشاهد هيرلي، واعتبر أن "ديف" حلقة كئيبة، على عكس الحلقات الأخرى التي تركز على هيرلي والتي كانت "أخفّ وأمتع". من جهته، منح كريس كارابوت من IGN الحلقة 7 من 10، واعتبرها مسلية، رغم أنها "لا تؤثر فعليًا على المسلسل ككل". ومع ذلك، صنّف موقع IGN لاحقًا حلقة "ديف" ضمن أسوأ 9 حلقات في تاريخ المسلسل، معتبرًا أنها عديمة المعنى، وأن الفلاشباك بدا "غير ضروري". كما وضعت مجلة نيويورك الحلقة في المرتبة السادسة ضمن قائمتها "عشرون حلقة لا طائل منها في لوست"، مشيرةً إلى أن "استخدام حلقة بأكملها لدحض نظرية لم تكن شائعة جدًا كان مجرد إضاعة للوقت". في المقابل، صنفتها لوس أنجلوس تايمز في المرتبة الثلاثين ضمن أفضل حلقات المسلسل، ووصفتها بأنها "ربما أكثر حلقات لوست التي أسيء فهمها على الإطلاق". وأكدت أن عدم واقعية ديف كان من المفترض أن يكون حبكة مفاجئة، لكنه كان في الحقيقة "التعبير الأوضح عن مدى اضطراب هيرلي قبل وصوله إلى الجزيرة".